# Герб Віли-Нови-де-Пайви
Ге́рб Ві́ли-Но́ви-де-Па́йви — офіційний символ містечка Віла-Нова-де-Пайва, Португалія. Використовується як територіальний герб. У синьому щиті золотий пшеничний колосок. Обабіч нього два срібні пструги із золотою і червоною лускою. Щит увінчує срібна мурована містечкова корона з чотирма вежами.  Під щитом біла стрічка, на якій великими літерами напис португальською: «Vila Nova de Paiva» (Віла-Нова-де-Пайва).  Офіційно затверджений 26 березня 1935 року.  

## Галерея

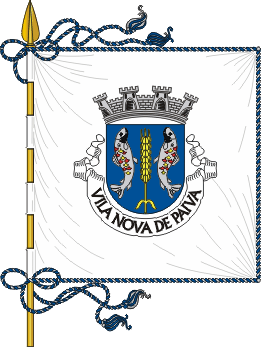
Прапор